# DOVO Solingen

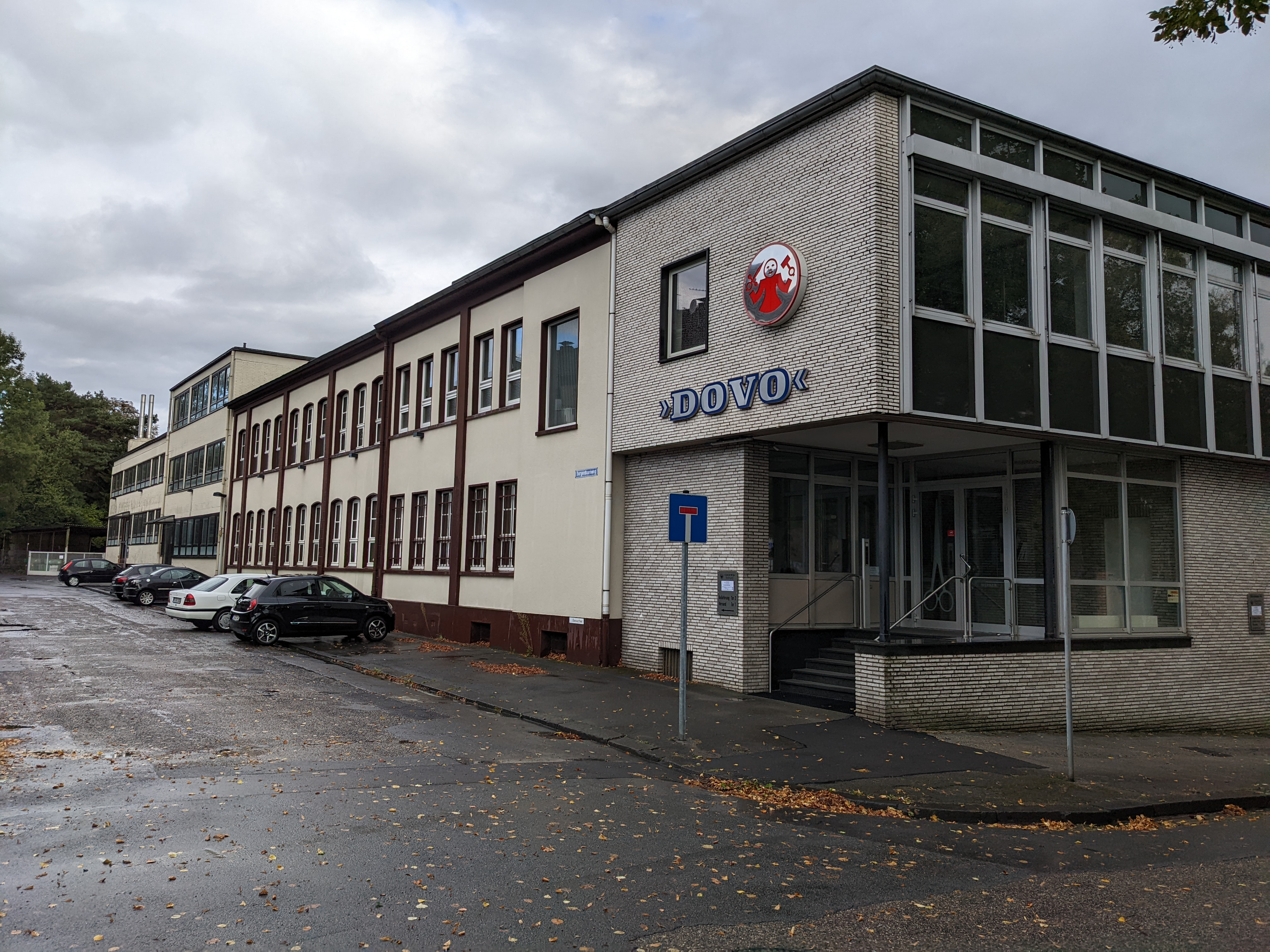
DOVO Solingen

DOVO Stahlwaren GmbH ist ein deutsches Unternehmen mit Hauptsitz in Solingen. Der Traditionsbereich der Firma DOVO ist seit über 100 Jahren die Rasiermesserherstellung mit einem umfangreichen Programm an Schalen und Messerformen.

## Geschichte
DOVO Solingen wurde 1906 nach den Namen der Firmenchefs als „Dorp & Voos“ (Carl Dorp und Carl Arthur Voos) gegründet. Aus der reinen Rasiermesserfabrik mit Schmiede und Hohlschleiferei entwickelte Fritz Bracht, der die Firma ab 1936 übernahm, eine Fabrikation feiner Schneidwaren mit Scheren, Zangen und Taschenmessern. Durch Übernahme weiterer Marken erweiterte sich das Programm um Rasierbedarf und den Schwerpunkt hochwertiger Maniküretuis. In dem bis heute unabhängigen Betrieb wird am Stammsitz in Solingen überwiegend in Handarbeit gefertigt. Nachdem das Unternehmen am 21. April 2020 Insolvenz anmelden musste, übernahm der Berliner Investor Jens Grudno im Oktober 2020 die Geschäftsführung, um die Traditionsmarke zu retten.

## Beteiligungen
Folgende Marken bzw. Firmen gehören zu DOVO-Stahlwaren Bracht GmbH & Co. KG
- 1952 – Marke Tennis (Rasiermesser)
- 1957 – Marke Bismarck (Rasiermesser)
- 1957 – Marke Ankerflagge (Rasiermesser) von Firma Carl Rader
- 1968 – Firma Erich Hartkopf; zu Scheren kamen Taschenmesser der Marke Teufelskerle
- 1969 – Marke Kronpunkt (Rasiermesser) von Fa. Heups
- 1970 – Firma Fontana (Rasiermesser)
- 1973 – Firma Heups & Hermes (Pedikürzangen und Instrumente)

## Zahlen
| Datum             | Mitarbeiter | Kunden | Tagesproduktion |
| ----------------- | ----------- | ------ | --------------- |
| 31. Dezember 2001 | 86          | 2662   | 2250            |
| 26. August 2014   | 74          | 2000   | 2000            |

## Produktegalerie

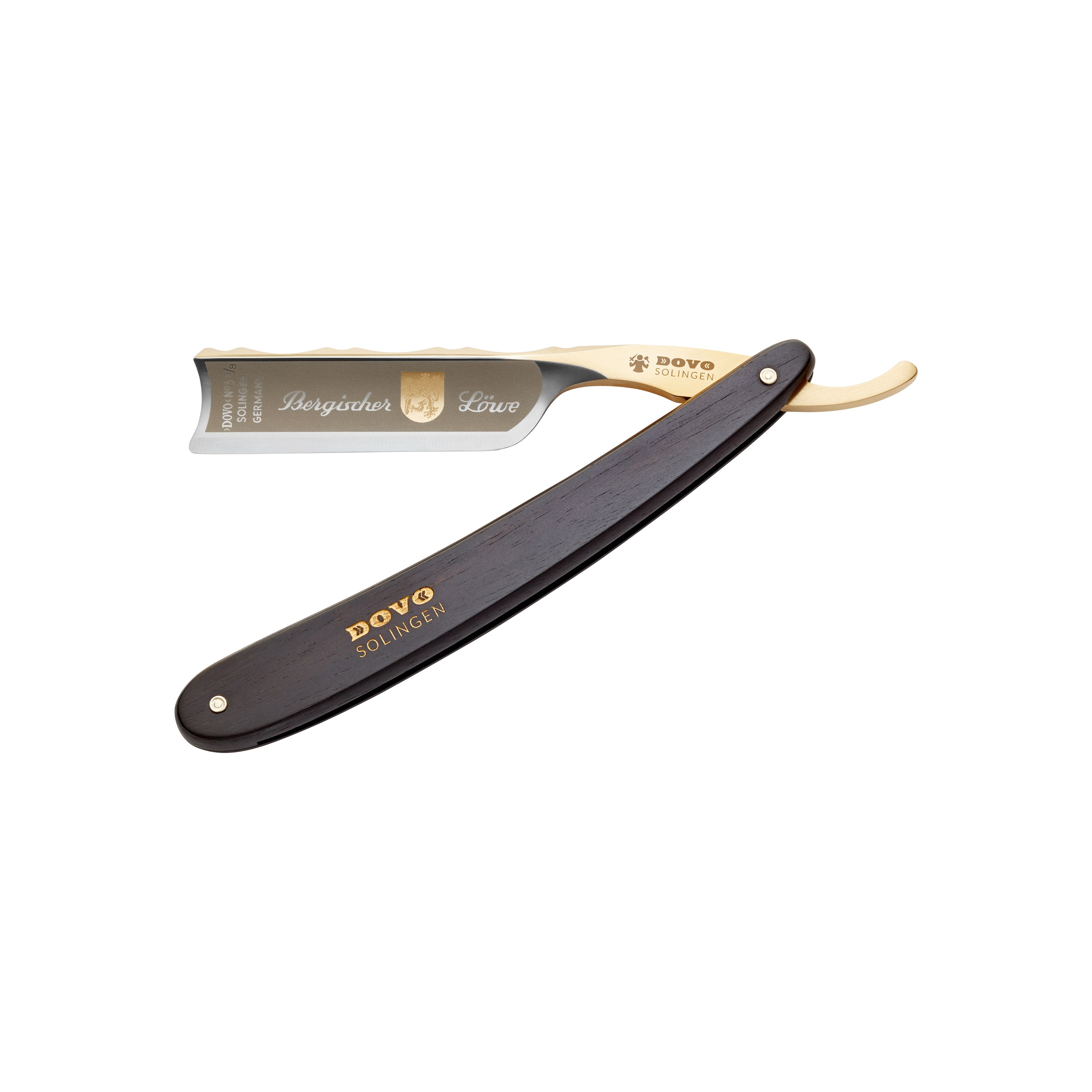
Rasiermesser Bergischer Löwe (6/8″) mit Ebenholzschale